# Distretto di Mae Mo
Il distretto di Mae Mo (in thailandese: แม่เมาะ) è un distretto (amphoe) della Thailandia, situato nella provincia di Lampang.